# Cultura de Túnez
La cultura de Túnez es el resultado de más de tres mil años de historia y una importante influencia multicultural y cosmopolita. El Túnez antiguo fue una gran civilización a lo largo de la historia. Culturas, civilizaciones y diferentes dinastías han contribuido a la cultura del país a lo largo de siglos en distintos grados. Entre todas estas culturas se destacan los cartagineses, los romanos, los vándalos, judíos, cristianos, árabes, el Islam, los otomanos y los franceses junto con los nativos bereberes. Esta mezcla de culturas hace de Túnez, con su posición estratégica en el Mediterráneo, el epicentro de algunas de las grandes civilizaciones del Mare Nostrum.

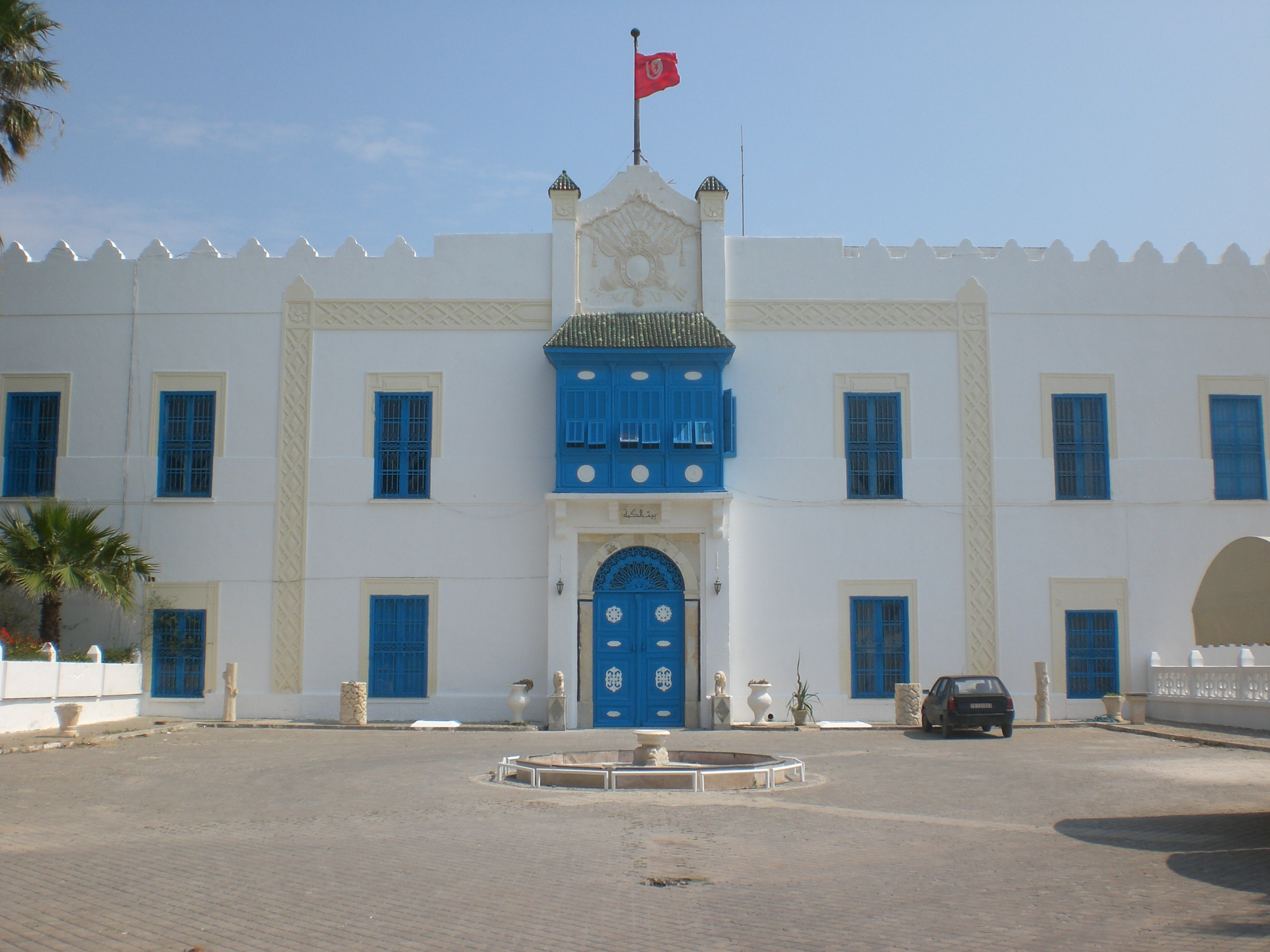
Beit El-Hikma, Fundación Nacional en Túnez-Cartago.

La Historia de Túnez evidencia su rico pasado en el que diferentes culturas mediterráneas han tenido sucesivamente una presencia decisiva. Tras la república de Cartago llegó el Imperio Romano que dejó un efecto duradero en forma de monumentos y ciudades como el Anfiteatro de El-Jem o el yacimiento arqueológico de la antigua ciudad de Cartago que está considerado como Patrimonio de la Humanidad. Es solo uno de los siete lugares señalados como Patrimonio de la Humanidad que se encuentran en Túnez.
Tras unos cientos de años de presencia del Cristianismo, representado por la Iglesia de África, vino la expansión del Islam que transformó el país y fundó una nueva ciudad, Al-Qayrawan, que es reconocida como un importante centro religioso e intelectual.
Con la anexión de Túnez por parte del Imperio Otomano, el centro del poder se trasladó a Estambul. Este traslado de poder dotó a esta provincia Otomana de una mayor independencia que se mantuvo hasta la llegada del protectorado francés que más tarde sería percibido como una ocupación y que aportaría elementos de la cultura occidental y francesa.
La cultura tunecina representa por tanto una herencia única y mezclada. Esta herencia puede ser sentida de primera mano en museos como el Museo del Bardo y en aspectos como la alimentación, la música y otras facetas de la cultura de Túnez.

## Lenguas de Túnez
Túnez es bastante homogéneo en lo referente a las lenguas dado que casi toda la población habla árabe y árabe tunecino que es la lengua oficial del país. El árabe de Túnez es un dialecto, o, más adecuadamente, un conjunto de dialectos, por lo tanto no existe un conjunto oficial de estándares pero está principalmente derivado del árabe que es hablado en el contexto familiar.
Por otro lado el chelha es hablado por menos de un 1% de la población, principalmente en las localidades semibereberes del sur como Chenini, Douiret, Matmata, Tamezret, etc., y en algunos pueblos de la isla de Yerba, principalmente Guellala/Iquallalen, Ajim, Sedouikech / Azdyuch y Ouirsighen / en Ursighen.

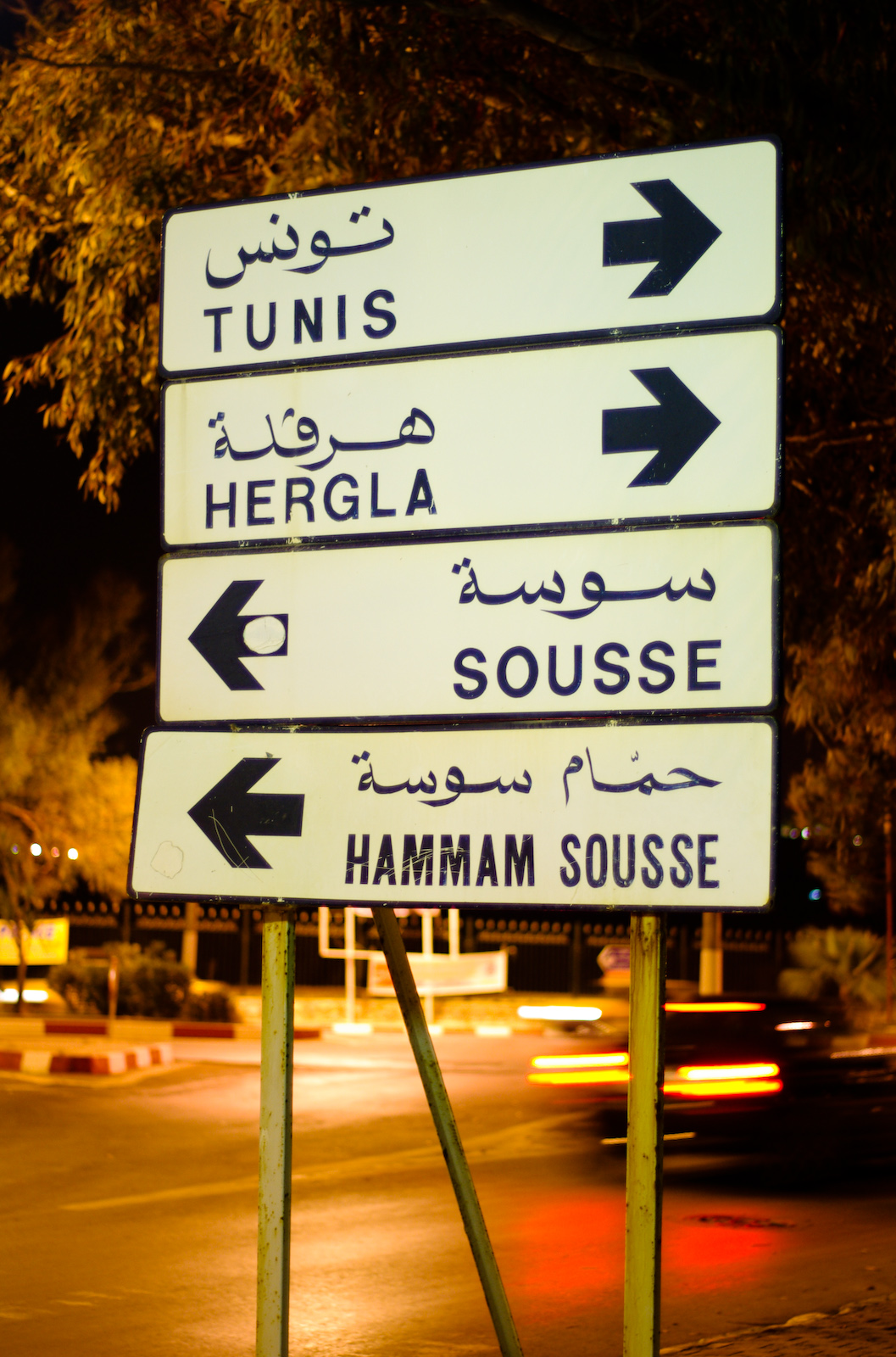
Señales de tráfico en árabe y en francés

Durante el protectorado Francés sobre Túnez el francés se introdujo en muchas instituciones, en especial en la educación que se convirtió en un importante vehículo para su propagación. Pronto se convirtió en una señal de elevación social y apertura a los valores más modernos y liberales. Tras la independencia el país se arabizó gradualmente pese a que la administración, la justicia y la educación han permanecido mucho tiempo como bilingües. De hecho casi toda la población, sobre todo en el ámbito urbano, es bilingüe en árabe y francés. El conocimiento de otras lenguas europeas ha llegado al país a través de la televisión.
Actualmente, incluso si las lecciones son enteramente en árabe en la guardería y en los tres primeros cursos, el segundo ciclo de primaria y secundaria se imparte en árabe y francés. El inglés era enseñado desde los 15 años ya desde 1970 y pasó a impartirse desde los 10 años en 1994 y desde los 12 en el 2000.